# جورج ويل
جورج ويل (بالإنجليزية: George Weil)‏ (و. 1907 – 1995 م) هو فيزيائي شارك في مشروع مانهاتن .
توفي عن عمر يناهز 88 عاماً.

## التعليم
تعلم في جامعة كولومبيا، وجامعة هارفارد